# Římskokatolická farnost Tištín
Římskokatolická farnost Tištín je územním společenstvím římských katolíků v rámci prostějovského děkanátu Olomoucké arcidiecéze s farním kostelem svatého Petra a Pavla.

## Historie
První písemnou zmínku o farnosti Tištín je z roku 1360. V té době farnost tvořil Tištín, Koválovice a Mořice. Od roku 1670 dosazovali kněze na faru v Tištíně pauláni z Mořic. V roce 1784 byl řád Paulánů zrušen. O rok později byly Mořice přifařeny k nezamyslické farnosti. Z tištínské farnosti byla zřízena "lokálie". Od roku 1857 se stala opět samostatnou farností.

## Duchovní správci
Prvním známým farářem v Tištíně byl roku 1588 Matěj Albín, který tohoto roku přišel do farnosti na žádost majitele panství. V letech 1641 až 1670 působil na tištínské faře nezamyslický farář. 
Nejvýznamnější osobou tištínské farnosti byl v letech 1702-1738 farář Matěj Josef Božek, rodák z Příbora. Hospodářsky upevnil farnost, postavil nynější farní chrám zasvěcený ze svého vlastního jmění, z příspěvků dárců a kostelní hotovosti. 
Čtyřicet jedna let působil ve farnosti místní rodák P. Josef Řihák (5. 12. 1915 - 4. 6. 1987 v Prostějově, vysvěcen v Olomouci 5. 7. 1940 světícím biskupem ThDr. Josefem Schinzelem). Od 1. 8. 1940 - 1. 6. 1943 byl kaplanem v Zubří, mezi 1. 6. 1943 - 1. 8. 1946 kaplanem v obci Hovězí. Jako kaplan působil od 1. 8 1946 - 15. 3. 1948 i v rodné obci. Od tohoto data do svého skonu pak byl v pastoraci administrátorem. Po jeho smrti v roce 1987 je farnost spravována z Nezamyslic. Od července 2009 byl administrátorem excurrendo R. D. Mgr. Mgr. Marek Franciszek Jarosz. Toho v červenci 2017 vystřídal jako administrátor excurrendo R. D. Mgr. Marek František Glac.

## Bohoslužby
| Kostel                | Místo  | Bohoslužba (den) | Hodina                                                    | Poznámka     |
| --------------------- | ------ | ---------------- | --------------------------------------------------------- | ------------ |
| svatého Petra a Pavla | Tištín | neděle sobota    | 8.00 (sudé měsíce) 17.00 (zima)/18.00 (léto) liché měsíce | Farní kostel |

## Aktivity farnosti
Ve farnosti se pravidelně koná tříkrálová sbírka. V roce 2018 se při ní v Tištíně vybralo více než čtrnáct tisíc korun.